# Disperis bodkinii
Disperis bodkinii är en orkidéart som beskrevs av Harry Bolus. Disperis bodkinii ingår i släktet Disperis och familjen orkidéer. Inga underarter finns listade i Catalogue of Life.